# 이연형 (문법)
이연형 또는 가정형이란 일본어의 용언에서 활용형 증 하나이다.  일본어의 동사나 형용사등은 어형변화를 일으키지만, 활용형이란 학교문법에 있어서 어형변화 후의 어형을 6개로 분류한 것 있고, 이연형（가정형）은 그 중의 하나이다. 또한 이연형은 문어에서 사용되는 용어이고, 가정형은 현대 구어에서 사용되고 있는 용어이다.

## 정의
이연이란 「すでにそうした(이미 그랬다)」「すでにそうなった(이미 그렇게 됐다)」의 뜻이고, 확정조건（～ので）을 가리키는 「ば」나「ども」를 붙이는 것에서 가능한 어형이기에 이 이름이 있다.。 한편, 구어에서 가정형과 명칭을 바뀌는 것은 이 어형을 만드는 「ば」의 문법적 기능이 가정조건을 나타내는 것으로 변화했기 때문이다. 또한 문어에 대해 가정 조건을 나타내는 경우 「ば」의 전은 미연형이었다. 이연형이라는 이름은 토우쇼 기몬이 『일본어설약도』（1833년）에 이연언이라고 한 것에서, 가정형이라는 이름은 요시오카 쿄호의 『일본구어법』（1906년）에서 각각 유래한 것이다.
확정조건을 가리키는 「ば」의 앞에서 4단활동의 어말은 /e/エ단음에 변화하고, 1단동사나 2단동사, 형용사는「れ」로 끝나지만, 동사의 「れ」앞의 모음은 1단동사는 /i/인지 /e/, 2단동사는 /u/으로 되고 있다. 한편, 현대구어도 거의 같은 어형이지만, 1단동사의 「れ」앞의 모음은 /e/나 /i/밖으로 되어 있다.  또, 여기서의 「ば」의 문법기능은 가정조건으로 변했지만, 형용동사와 계사「だ」,「た」는 가정조건의 「ば」의 앞이 미연형인 문어의 형식이 남아있어 「なら」、「たら」이 된다.
| 문어     | 문어         | 문어     | 문어         | 문어   | 구어         | 구어   | 구어       | 구어 |
| 품사     | 활용의 종류  | 예시     | 어형         | 어형   | 활용의 종류  | 예시   | 어형       | 어형 |
| 동사     | 4단활용      | 書く     | かけ         | -e     | 5단활용      | 書く   | かけ       | -e   |
| 동사     | ラ행변격활용 | あり     | あれ         | -e     | 5단활용      | 書く   | かけ       | -e   |
| 동사     | ナ행변격활용 | 死ぬ     | しぬれ       | -uれ   | 5단활용      | 書く   | かけ       | -e   |
| 동사     | 하1단활용    | 蹴る     | けれ         | -eれ   | 5단활용      | 書く   | かけ       | -e   |
| 동사     | 하2단활용    | 受く     | うくれ       | -uれ   | 하1단활용    | 受ける | うけれ     | -eれ |
| 동사     | 상1단활용    | 着る     | きれ         | -iれ   | 상1단활용    | 起きる | おきれ     | -iれ |
| 동사     | 상2단활용    | 起く     | おくれ       | -uれ   | 상1단활용    | 起きる | おきれ     | -iれ |
| 동사     | カ행변격활용 | 來       | くれ         | -uれ   | カ행변격활용 | 來る   | くれ       | -uれ |
| 동사     | サ행변격활용 | す       | すれ         | -uれ   | サ행변격활용 | する   | すれ       | -uれ |
| 형용사   | ク활용       | なし     | なけれ       | けれ   |              | ない   | なけれ     | けれ |
| 형용사   | シク활용     | 美し     | うつくしけれ | しけれ |              | ない   | なけれ     | けれ |
| 형용동사 | ナリ활용     | 靜かなり | しずかなれ   | なれ   |              | 靜かだ | しずかなら | なら |
| 형용동사 | タリ활용     | 堂々たり | どうどうたれ | たれ   |              | 靜かだ | しずかなら | なら |

## 언어학에서 본 이연형
형태론에서 단어의 변화하지 않는 부분은 어간이라고 부르고, 거기에 함께함으로써 어형 변화를 가져다 함께 문법적 의미의 것을 어미라과 부른다. 여기에 의한 일본어의 동사는 자음어간동사와 모음어간동사로 나뉜다. 자음어간동사는 4단동사・ラ변동사・ナ변동사를 말하고, 로마자 분석하면 변화하지 않는 부분은 자음으로 끝나고 있다.  한편, 모음어간동사는 1단동사・2단동사이다.  문어에서 어간모음은 모음변환을 일으키고 2가지의 어형을 가지고 있지만, 현대구어에 있어서는 모음교환은 일어나지 않고 어간은 일정하다.
이렇게 보면 이연형은 모음/e/로 시작하는 어미에 의해서 만들어진 어형이라 할 수 있다.  즉, 자음어간동사에서는 직접 붙어서 エ단음을 형성하는 한편, 모음어간동사에 붙는 경우는 모음이 연속해 버리기에 이것을 피하기 위해 /r/이 삽입된다. 확정 조건（현대구어에서는 가정조건）을 만드는 것은 -(r)eba （ば）나  -(r)edomo（ども）라고 하는 어미가 있고, 또 문말에도 -(r)e라고 하는 어미가 있다고 생각된다.  예를 들면, '쓰다'란 뜻의「書く」이면, kak-eba 로 직접접속되지만 '먹다'라는 뜻의 「食べる」（구어）는 tabe-reba、「起く」（문어）이면,  oku-reba라고 하는 것과 같이 /r/이 삽입되고 있다.  학교문법에서는 이 re의 부분까지를 포함해서 활용형이라 하고 있는 것이다.
또 형용사・형용동사는 문어에서 カリ활용이나 ナリ활용이라 할 수 있는 활용을 가지지만, 이것은 어간과 어미와의 사이에 -ar-（あり）가 들어가는 것을 말하고 있다（다만, 형용사의 이연형만 소리 변화하여 -er-로 되고 있다.）. 「あり」는 단체에서는 존재를 가리키는 단어이지만, 어미로서 사용되면 지정・조정의 문법기능을 이루고 있다.  따라서, 그 활용은 자음어간동사「あり」와 같음이다.  또 현대구어의 형용동사가 「なら」가 되는 것은 옛날의 가정조건을 가리키는 어미 -aba를 여전히 사용하고있는 것에 의한 것이다.
덧붙여서 현대구어에서 자음어간동사（5단동사）만에「書ける kak-e-ru」라고 한 듯한 가능동사가 만들어지지만, 이것은 어미 -e-에 의한 것이다.  이 어미에서보다 가능동사는 모음어간동사 （1단동사）에서 변하고 있다.  여기에서 /r/을 삽입하고 「食べれる tabe-re-ru」라고 하게 된 것이, 이른바 「ら 뺀 말」이고, 수신・존경・가능・자발을 가리키는 어미 -(r)are-에서 보면 확실히  「ら抜き」라고 할 수 있지만, 이것이 어미 -e-에서 유추 해 만들어진 것이라고 하면, 사실은 「r 들어감 말」등이다.

## 같이 보기
- 활용